# コンチョボタン
コンチョボタン（コンチョ、concho）とはネイティブアメリカン（インディアン）ジュエリーの装飾ボタンのこと。

## 歴史
17世紀前半、スペインが統治するメキシコで銀の採掘が始まり、その後スペイン人を始めとする入植者達がアメリカに銀製品の技法を持ち込み、ネイティブアメリカンがインディアンジュエリーを作り始める。
「コンチョ」という名称はもともとはスペイン語の「貝殻」をさす 「Concha（コンチャ）」。
それがなまり、英語発音の「コンチョ（Concho）」になった。

## 用途
レザー小物、カウチン、デニムシャツ、ヘアゴム、ブレスレット